# Eleocharis
Eleocharis  R.Br. é um género botânico pertencente à família Cyperaceae.
São plantas geralmente aquáticas que apresentam suas folhas em torno da base de seus rígidos talos. A fotossíntese é realizada nos talos e não nas folhas. Algumas espécies apresentam os talos sempre submersos. São encontradas em todo o mundo.
O gênero é composto por aproximadamente 570 espécies.

## Sinônimos
| - Baeothryon A.Dietr. - Chaetocyperus Nees - Chamaegyne Suess. | - Helonema Suess. - Heleocharis T.Lestib. |

## Principais espécies
| - Eleocharis acicularis - Eleocharis bella - Eleocharis cellulosa - Eleocharis compressa - Eleocharis dulcis - Eleocharis geniculata - Eleocharis macrostachya - Eleocharis montevidensis - Eleocharis mutata | - Eleocharis obtusa - Eleocharis pachystyla - Eleocharis palustris - Eleocharis parvula - Eleocharis quadrangulata - Eleocharis rostellata - Eleocharis tenuis - Eleocharis uniglumis |

- «PPP-Index Lista completa»